# Палацоне (Сијена)
Палацоне је насеље у Италији у округу Сијена, региону Тоскана.
Према процени из 2011. у насељу је живело 316 становника. Насеље се налази на надморској висини од 389 м.